# Marwice (województwo lubuskie)
Marwice (do 1945 r. niem. Marwitz) – wieś w Polsce położona w województwie lubuskim, w powiecie gorzowskim, w gminie Lubiszyn.
W latach 1975–1998 miejscowość administracyjnie należała do województwa gorzowskiego.

## Położenie
Zgodnie z podziałem fizycznogeograficznym Polski według Kondrackiego teren, na którym położone są Marwice należy do prowincji Niziny Środkowoeuropejskiej, podprowincji Pojezierza Południowobałtyckiego, makroregionu Pojezierze Południowopomorskie oraz w końcowej klasyfikacji do mezoregionu Równina Gorzowska.
Miejscowość położona w linii prostej 9 km na północny zachód od Gorzowa Wielkopolskiego, przy drodze S3 do Szczecina.

## Środowisko naturalne
Na północ od Marwic przeważają lasy sosnowe. W pobliżu znajduje się jezioro Marwicko. Klimat umiarkowany-morski, z przewagą polarnomorskich mas powietrza. Pod względem ilości opadów Marwice mieszczą się w środkowej strefie przeciętnej ilości opadów w Polsce.

## Demografia
Ludność w ostatnich 3 stuleciach:

## Nazwa
Nazwa pochodzi od brandenburskiego rodu rycerskiego von der Marwitz, którego wieś była siedzibą od XIII/XIV w.
Marwitz 1337, 1883; Marwice 1947.

## Historia
- 1250 – margrabiowie brandenburscy z dynastii Askańczyków rozpoczynają ekspansję na wschód od Odry; z zajmowanych kolejno obszarów powstaje następnie Nowa Marchia
- 1255 – margrabiowie brandenburscy zajmują obszar na północ od Warty-Noteci i na zachód od Drawy, który przypadł im poprzez małżeństwo córki Przemysła I, Konstancji z synem margrabiego Jana – Konradem
- Koniec XIII w. – wieś już istniała, co można wnioskować po datacji kościoła (XIII/XIV w.); założona została na krawędzi mokradeł i wyżej położonych terenów rolniczych.
- XIII/XIV w. - wzniesiony zostaje kościół

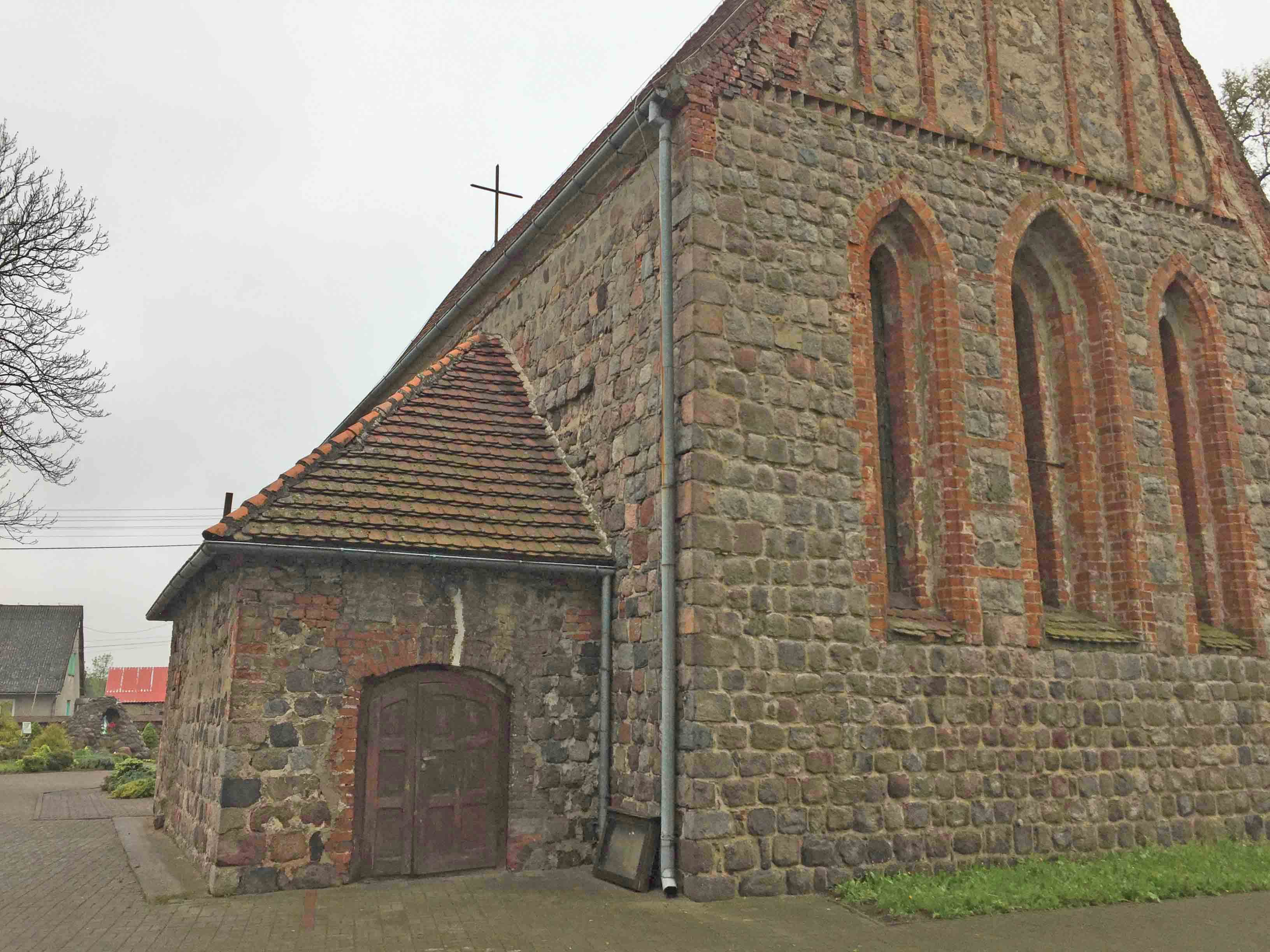
Kościół

- 1337 – pierwsza wzmianka o miejscowości w księdze ziemskiej margrabiego brandenburskiego Ludwika Starszego, pod nazwą Marwitz, w ziemi gorzowskiej: „Marwitz LIIII, dos III, Henninck de Marwitz pro seruicio VIII, Bernth et Reyniko pro seruicio VIII, pactus V solidos, taberna soluit XII solidos, Molendinum de II frust”[9] – wieś liczy 54 łany, wolne od ciężarów podatkowych są 3 łany parafialne, lennikami zobowiązanymi do służby konnej są Henning de Marwitz, Berth i Reyniko posiadający po 8 łanów, pakt (rodzaj podatku) płacony rycerstwu przez chłopów wynosi 5 szylingów, opłata karczmy 12 szylingów, opłata marwickiego młyna 2 funty (talenty).

Wyróżnić można już wówczas dwie linie Marwitzów: smolnicko-zielińską i marwicko-kłodawską. Marwitzowie przybyli do ziemi gorzowskiej po 1240 r. z okolic Widuchowej (tam też wieś Marwitz) lub bezpośrednio z margrabiami zza Odry po 1255 r. W ziemi gorzowskiej znany jest Jan de Marwitz (Johannes de Marewitz) w 1287 r., obecny przy nadaniu margrabiego Albrechta III dla Gorzowa.
- 1455 – Marwitzowie z Marwic wchodzą do elitarnego grona rycerstwa zamkowego (niem. Schlossgesessene)
- 1618-1648 (wojna trzydziestoletnia) - zniszczenia i znaczne wyludnienie wsi w wyniku działań wojennych
- 1747 – Curt Wilhelm von der Marwitz sprzedaje dobra marwickie Albertowi Christianowi Ernstowi von Bergen (5.09.1721-1777), marszałkowi dworu i koniuszemu, za 34 000 talarów i 300 talarów porękawicznego[11][12]
- Wojna siedmioletnia (1756-1763) – wieś zostaje ograbiona i poważnie zniszczona przez oddział kozacki; ciężko pobity zostaje pastor Ch.L. Bojanus, przez co przez kilka następnych lat (do 1764 r.) parafię obsługiwał proboszcz z Baczyny
- 8.01.1777 – umiera Albert Christian Ernst von Bergen; swym testamentem przekształcił Marwice 17.02.1777 r. w majorat (niem. Fideikomiß), który z powodu bezpotomnej śmierci kolejnych właścicieli dziedziczony był w liniach bocznych
- 1801 – dzierżawcą majątku staje się rodzina Iffland
- 1803 – właścicielem majątku jest Johann Philipp Ludwig von Bergen (19.06.1776 – 18.11.1831), czwarty ordynat marwicki, były deputowany do pruskiego zgromadzenia narodowego
- 1827 – wzniesiono kuźnię
- 1829 – zniszczony zostaje średniowieczny młyn, następnie odbudowany wraz z tartakiem
- 18.11.1831 – umiera Johann Philipp Ludwig von Bergen[a], kolejnym właścicielem zostaje jego młodszy i jedyny brat, Johann Heinrich Gottlieb von Bergen
- 1850 - dobra von Bergenów obejmują, wraz z folwarkami Latowice (Schonfled) i Marwiczki (Klein Marwitz) 1693 ha (6630,60 mórg reńskich), w tym 801,5 ha (3139,13 mórg) gruntów ornych, 267 ha łąk (1046,53 mórg) i 416 ha lasów (1628,149 mórg)[13]. Wieś Marwiczki, nieistniejąca obecnie, została wydzierżawiona przez dwór w Marwicach w początkach XVIII w. od kamery gorzowskiej.

| Niemiecka nazwa                         | Obiekt      | Położenie                               | Polska nazwa                          |
| --------------------------------------- | ----------- | --------------------------------------- | ------------------------------------- |
| Schönfeld                               | folwark     | 3 km na płd.-zach.                      | Kolonia Marwice (1947: Latowice)      |
| Forsthaus Marwitz (Marwitzer Försterei) | leśniczówka | 1,4 km na płn.                          | leśniczówka Marwice (1947: Smółczyn)  |
| Klein Marwitz                           | folwark     | 9,5 km na płd.                          | Marwiczki [nie istnieje]              |
| Marwitzer Mühle                         | młyn        | 2,5 km na płn.-wsch.                    | Marwicki Młyn [nie istnieje]          |
| Marwitzer Ziegelei                      | cegielnia   | 1,5 km na płd.-zach.                    | Kolonia Marwice [obiekt nie istnieje] |
| Marwitzer Teerofen                      | smolarnia   | 1,8 km na płn.                          | Smółczyn                              |
| Marwitzer Fischerhaus                   | dom rybacki | 5,2 km na płn.-zach. (przy J. Marwicko) | Rybnia [nie istnieje]                 |

- 8.01.1851 – bezpotomnie w linii męskiej umiera Johann Heinrich Gottlieb von Bergen; następnie majorat Marwice zostaje przekształcony w prywatną fundację (niem. Stiftung), z której dochody miały być przekazywane trzem najstarszym kobietom w danym pokoleniu
- 1851 - rodzina Iffland wykupuje część majątku (i folwark Marwiczki), będąc w jego posiadaniu do 1945 r.
- Około 1870 - Otto Hubner otwiera zajazd (niem. Gasthof)
- 1871 – majątek liczy 1911,46 ha, z czego grunty orne 1170,62 ha, właścicielami są spadkobiercy rodziny von Berge(n), zaś zarządcą (niem. Oberamtmann) Iffland[14]
- 1920 - na placu przed kościołem ustawiono wielki kamień z mosiężną tablicą ku pamięci Marwiczan poległych w I wojnie światowej
- 1928 – przebudowa dworu (Marwitzer Schloss) przez Ifflandów
- 30.01.1945 - około godz. 14-tej do wsi wkroczają wojska radzieckie 5 armii uderzeniowej generała Bierzarina (I Frontu Białoruskiego)[15]
- II.1945 - w piwnicach pałacu żołnierze radzieccy znajdują kilkanaście sztuk broni, pozostawionej tam kilka dni wcześniej przez wycofujący się oddział Wehrmachtu. Pałac zostaje w odwecie spalony, a jego ostatni gospodarz, 75-letni Herbert von Iffland, zastrzelony (nazista, współpracownik Ericha von dem Bacha-Zelewskiego)[16].
- IV.1945-1946 – pojawiają się pierwsi polscy osadnicy, pochodzący głównie z Polski centralnej, następnie z Galicji Wschodniej i okolic Krzemieńca na Wołyniu
- 1949 – powstaje PGR Marwice
- 1999 - Rolniczy Zakład Doświadczalny w Małyszynie przejmuje majątek po upadłym PGR, uruchamiając ponownie nieczynną już gorzelnię
- 2003 - pod kościelnym murem ustawiono kamień upamiętniający zbrodnię w Kątach na Wołyniu (stamtąd pochodzi część mieszkańców). Wykorzystano głaz ze zniszczonego niemieckiego pomnika poległych na frontach I wojny światowej ówczesnych mieszkańców Marwic[16].

| Imię i nazwisko | Lata                        |
| --------------- | --------------------------- |
| von der Marwitz | XIII/XIV w.-1747            |
| von Bergen      | 1747-koniec XIX w. (?)      |
| von Iffland     | 1801 (dzierżawa)/ 1851-1945 |

## Administracja
Marwice są siedzibą sołectwa.

## Architektura
- kościół pw. Narodzenia NMP – kościół filialny parafii w Baczynie; późnoromański, orientowany, z XIII/XIV w., zbudowany ze starannie obrobionych ciosów granitowych z użyciem cegły, na planie prostokąta o wymiarach 20,8 m × 10,4 m, nakryty dwuspadowym dachem i otoczony murem z głazów narzutowych. Wieża z dzwonnicą pochodzi z 1716 r., południowa kaplica z 1726 r., zakrystia od północnej strony z 1776 r. Opuszczony został w 1945 r., odbudowany w 1970 r., w 2004 r. poddany restauracji i konserwacji.

Zachowały się pierwotne okna szczelinowe, po trzy od wschodu, północy i południa, trzy portale (z których zachodni portal uskokowy posiada reprezentacyjnych charakter) i dekorowane blendami szczyty. Wewnątrz kościoła, na ścianie wschodniej poddasza zachowała się polichromia z około 1350 r., przedstawiająca scenę Ukrzyżowania. Wpisany do rejestru zabytków, nr 10 z 26.10.1976. Przy kościele znajdują się resztki poewangelickiego cmentarza w formie lapidarium.
- park krajobrazowy - podworski z 1850 r., o powierzchni 5,5 ha (początkowo zajmował 8 morgów). Założenie ogrodu w stylu angielskim bezpośrednio przy dworze i folwarku przypisać należy rodzinie Iffland. Park posiadał dwa małe stawy połączone rowem i punkt widokowy na kopcu lodowni. Rozbudowany został dwa razy: w 1891 r. i 1928 r., kiedy powiększono teren od wschodu, poprzez utworzenie dwóch nowych polan widokowych. W parku rośnie grupa dorodnych dębów szypułkowych i platanów klonolistnych o obwodzie 340–390 cm każdy. Znaczną jego cześć stanowią stawy. Dominującym akcentem architektonicznym, obok urządzeń hydrograficznych, jest sztucznie usypany kopiec widokowy, wcinający się w linię brzegową stawu. Od strony wschodniej stał dwór, obecnie nie zachowany (spalony w 1945 r. przez armię radziecką i następnie rozebrany); od strony północno-wschodniej znajdował się folwark, po 1949 r. zajęty przez PGR Marwice; do 1978 należał do PGR „Warta” w Wawrowie. Z historycznych budynków zachowały się gorzelnia, kuźnia oraz magazyn o konstrukcji ryglowej; istnieje też ruina lodowni. Nowe budynki gospodarskie to magazyn (wybudowany w 1950), 3 obory (z lat 1960, 1968 i 1972) oraz garaż i warsztat na polanie parkowej (1975)[19]. Wpisany do rejestru zabytków nr 266 z 22.08.1979[18].
- szachulcowa kuźnia podcieniowa z 1827 r.; przebudowana została w latach 30. XX w. zachowując 3-metrowy podcień wsparty na belkach; funkcjonowała jeszcze w okresie międzywojennym.